# Diócesis de Orlando
La diócesis de Orlando (en latín: Dioecesis Orlandensis y en inglés: Roman Catholic Diocese of Orlando) es una circunscripción eclesiástica de la Iglesia católica en Estados Unidos. Se trata de una diócesis latina, sufragánea de la arquidiócesis de Miami. Desde el 23 de octubre de 2010 su obispo es John Gerard Noonan.

## Territorio y organización

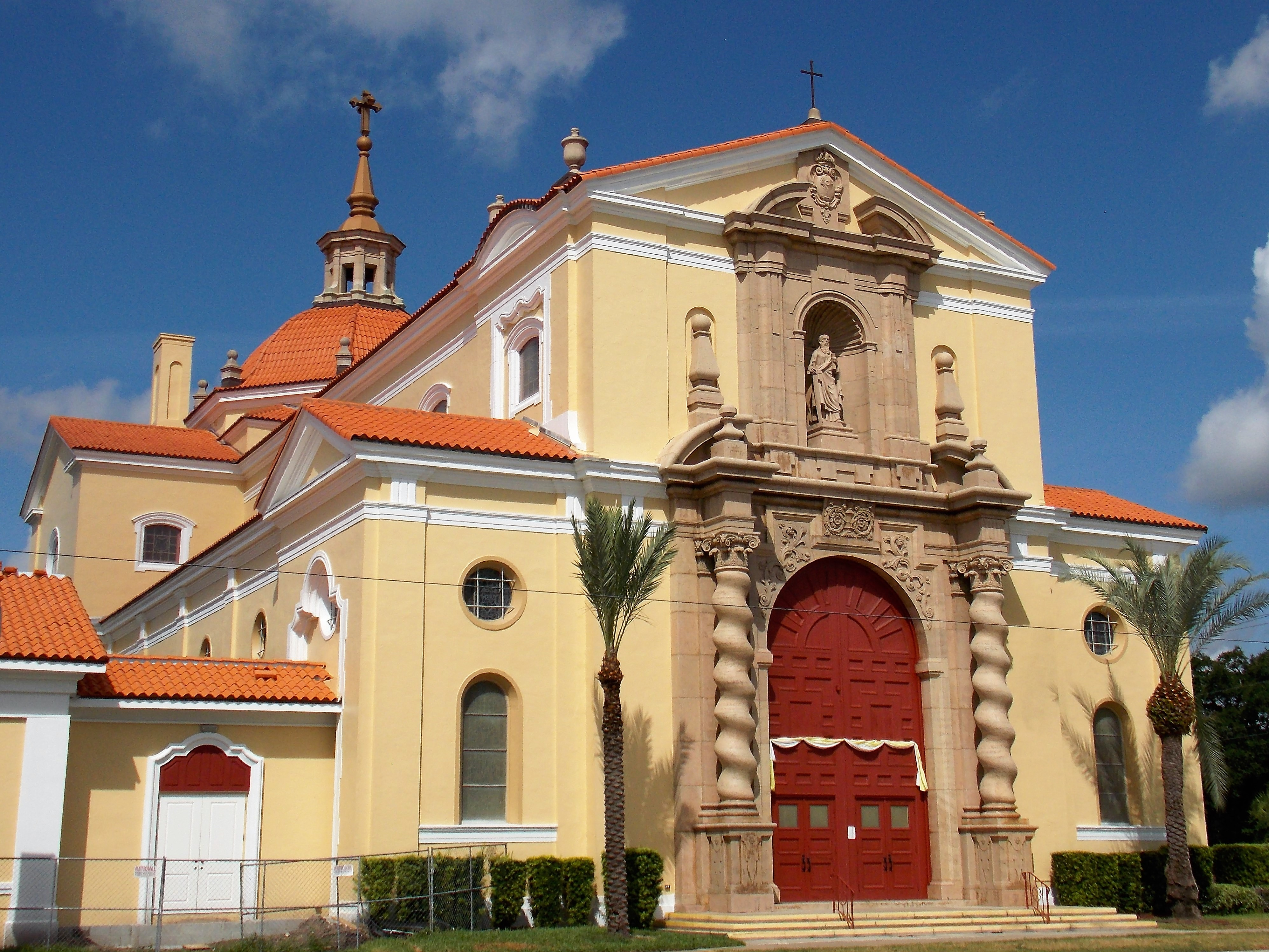
Basílica de San Pablo, en Daytona Beach

La diócesis tiene 29 147 km² y extiende su jurisdicción sobre los fieles católicos de rito latino residentes en 9 condados del estado de Florida: Brevard, Lake, Marion, Orange, Osceola, Polk, Seminole, Sumter y Volusia.

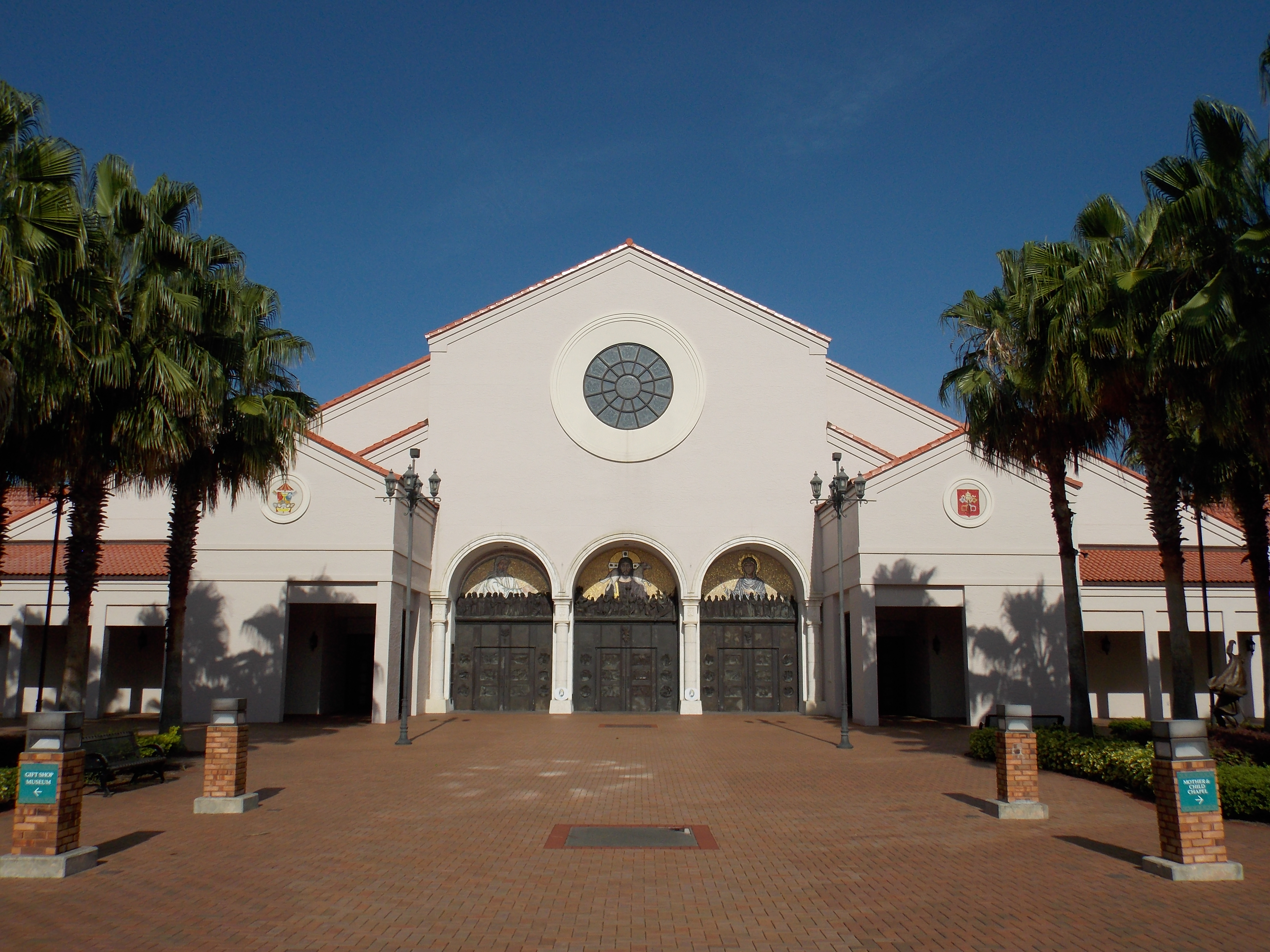
Basílica de María Reina del Universo, en Orlando

La sede de la diócesis se encuentra en la ciudad de Orlando, en donde se halla la Catedral de Santiago. En el territorio existe dos basílicas menores: la basílica de San Pablo, en Daytona Beach, y la basílica del santuario nacional de María Reina del Universo, en Orlando.
En 2021 en la diócesis existían 80 parroquias.

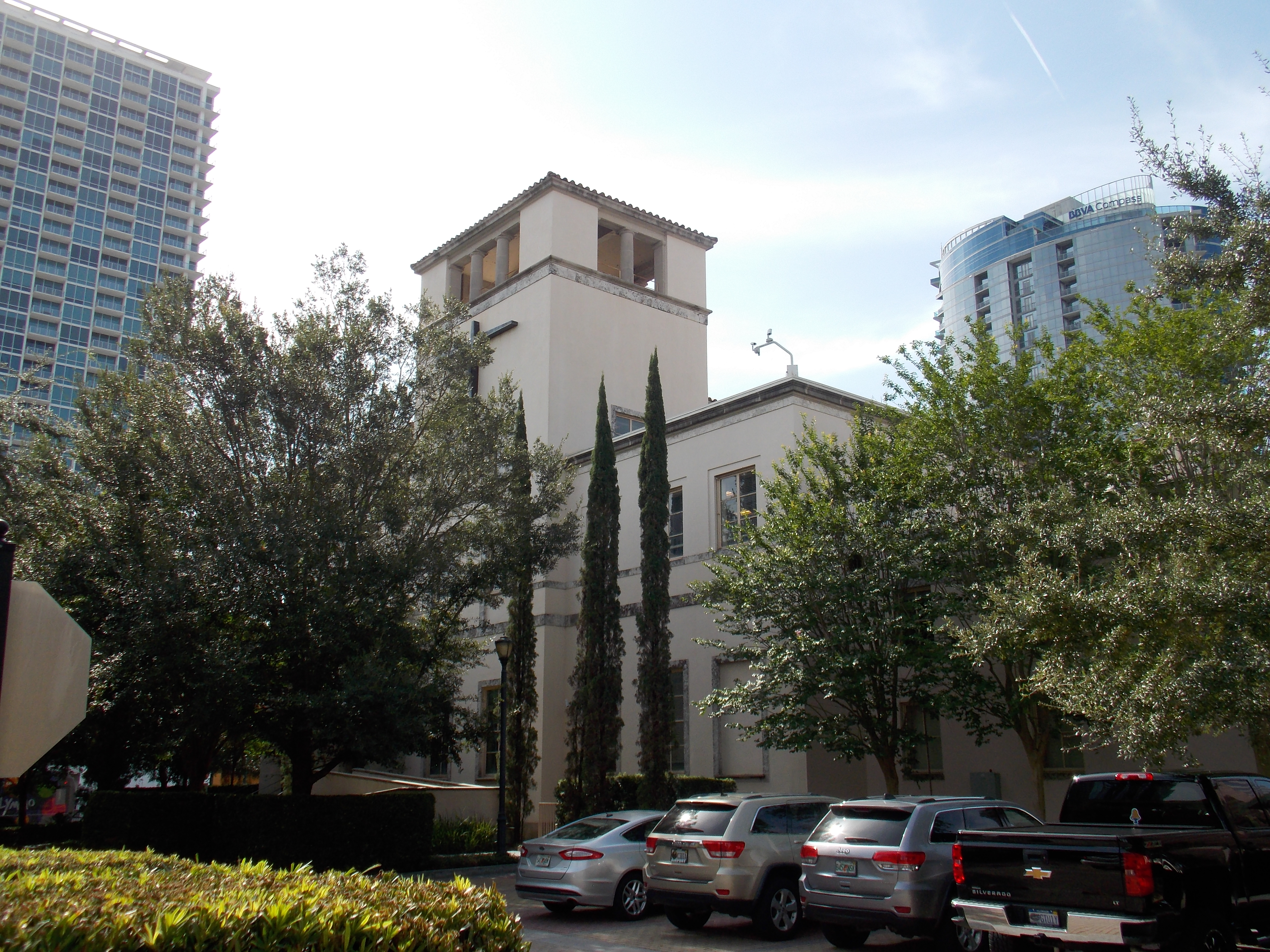
El Diocesan Pastoral Center, en Orlando

## Historia
La diócesis fue erigida el 2 de marzo de 1968 con la bula Cum Ecclesia del papa Pablo VI, obteniendo el territorio de las diócesis de Miami (hoy arquidiócesis) y de San Agustín.
El 28 de abril de 1977, con la carta apostólica Plane conscii, el papa Pablo VI proclamó a la Santísima Virgen María, Madre de Dios, patrona principal de la diócesis.
El 16 de junio de 1984 cedió porciones de su territorio para la erección por el papa Juan Pablo II de las diócesis de Palm Beach (mediante la bula Qui omni cogitatione) y Venice (mediante la bula Postulat quandoque).

## Estadísticas
Según el Anuario Pontificio 2022 la diócesis tenía a fines de 2021 un total de 382 018 fieles bautizados.
| Año                                                                             | Población            | Población | Población      | Sacerdotes | Sacerdotes    | Sacerdotes    | Bautizados por sacerdote | Diáconos permanentes | Religiosos | Religiosos | Parroquias |
| Año                                                                             | Bautizados católicos | Total     | % de católicos | Total      | Clero secular | Clero regular | Bautizados por sacerdote | Diáconos permanentes | Varones    | Mujeres    | Parroquias |
| ------------------------------------------------------------------------------- | -------------------- | --------- | -------------- | ---------- | ------------- | ------------- | ------------------------ | -------------------- | ---------- | ---------- | ---------- |
| 1970                                                                            | 128 112              | 1 132 780 | 11.3           | 148        | 116           | 32            | 865                      |                      | 32         | 172        | 53         |
| 1976                                                                            | 163 122              | 1 684 479 | 9.7            | 137        | 120           | 17            | 1190                     |                      | 18         | 189        | 62         |
| 1980                                                                            | 163 043              | 1 819 300 | 9.0            | 142        | 104           | 38            | 1148                     |                      | 38         | 195        | 61         |
| 1990                                                                            | 226 163              | 2 589 000 | 8.7            | 176        | 128           | 48            | 1285                     | 65                   | 53         | 137        | 68         |
| 1999                                                                            | 323 766              | 3 094 540 | 10.5           | 180        | 121           | 59            | 1798                     | 125                  | 13         | 136        | 70         |
| 2000                                                                            | 340 268              | 3 128 594 | 10.9           | 202        | 132           | 70            | 1684                     | 118                  | 80         | 131        | 70         |
| 2001                                                                            | 340 448              | 3 177 046 | 10.7           | 230        | 159           | 71            | 1480                     | 123                  | 85         | 118        | 71         |
| 2002                                                                            | 353 342              | 3 360 319 | 10.5           | 221        | 156           | 65            | 1598                     | 130                  | 80         | 115        | 72         |
| 2003                                                                            | 353 342              | 3 360 319 | 10.5           | 215        | 158           | 57            | 1643                     | 138                  | 73         | 103        | 72         |
| 2004                                                                            | 361 085              | 3 535 994 | 10.2           | 221        | 164           | 57            | 1633                     | 137                  | 79         | 102        | 72         |
| 2009                                                                            | 400 923              | 4 002 000 | 10.0           | 253        | 182           | 71            | 1584                     | 172                  | 85         | 96         | 79         |
| 2013                                                                            | 410 000              | 4 249 507 | 9.6            | 271        | 194           | 77            | 1512                     | 186                  | 84         | 75         | 79         |
| 2016                                                                            | 418 834              | 4 981 520 | 8.4            | 254        | 188           | 66            | 1648                     | 101                  | 74         | 69         | 79         |
| 2019                                                                            | 427 900              | 4 518 175 | 9.5            | 198        | 152           | 46            | 2161                     | 122                  | 53         | 58         | 79         |
| 2021                                                                            | 382 018              | 4 980 149 | 7.7            | 197        | 157           | 40            | 1939                     | 128                  | 49         | 53         | 80         |
| Fuente: Catholic-Hierarchy, que a su vez toma los datos del Anuario Pontificio. |                      |           |                |            |               |               |                          |                      |            |            |            |

## Episcopologio
- William Donald Borders † (2 de mayo de 1968-25 de marzo de 1974 nombrado arzobispo de Baltimore)
- Thomas Joseph Grady † (11 de noviembre de 1974-12 de diciembre de 1989 renunció)
- Norbert Mary Leonard James Dorsey, C.P. † (20 de marzo de 1990-13 de noviembre de 2004 retirado)
- Thomas Gerard Wenski (13 de noviembre de 2004 por sucesión-20 de abril de 2010 nombrado arzobispo de Miami)
- John Gerard Noonan, desde el 23 de octubre de 2010